# Anorthosite

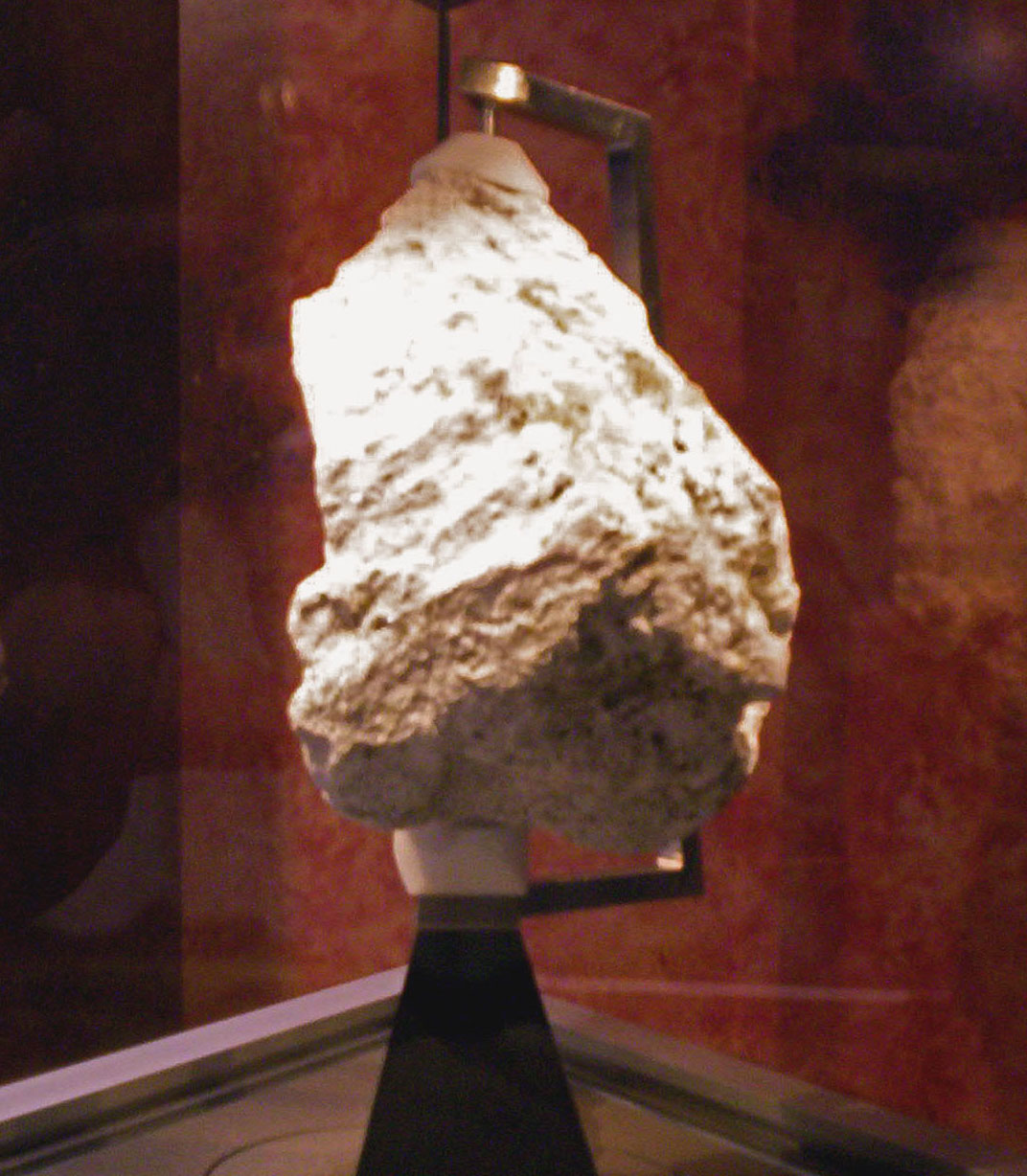
Anorthosite lunaire, Musée national d'histoire naturelle, Washington, DC.

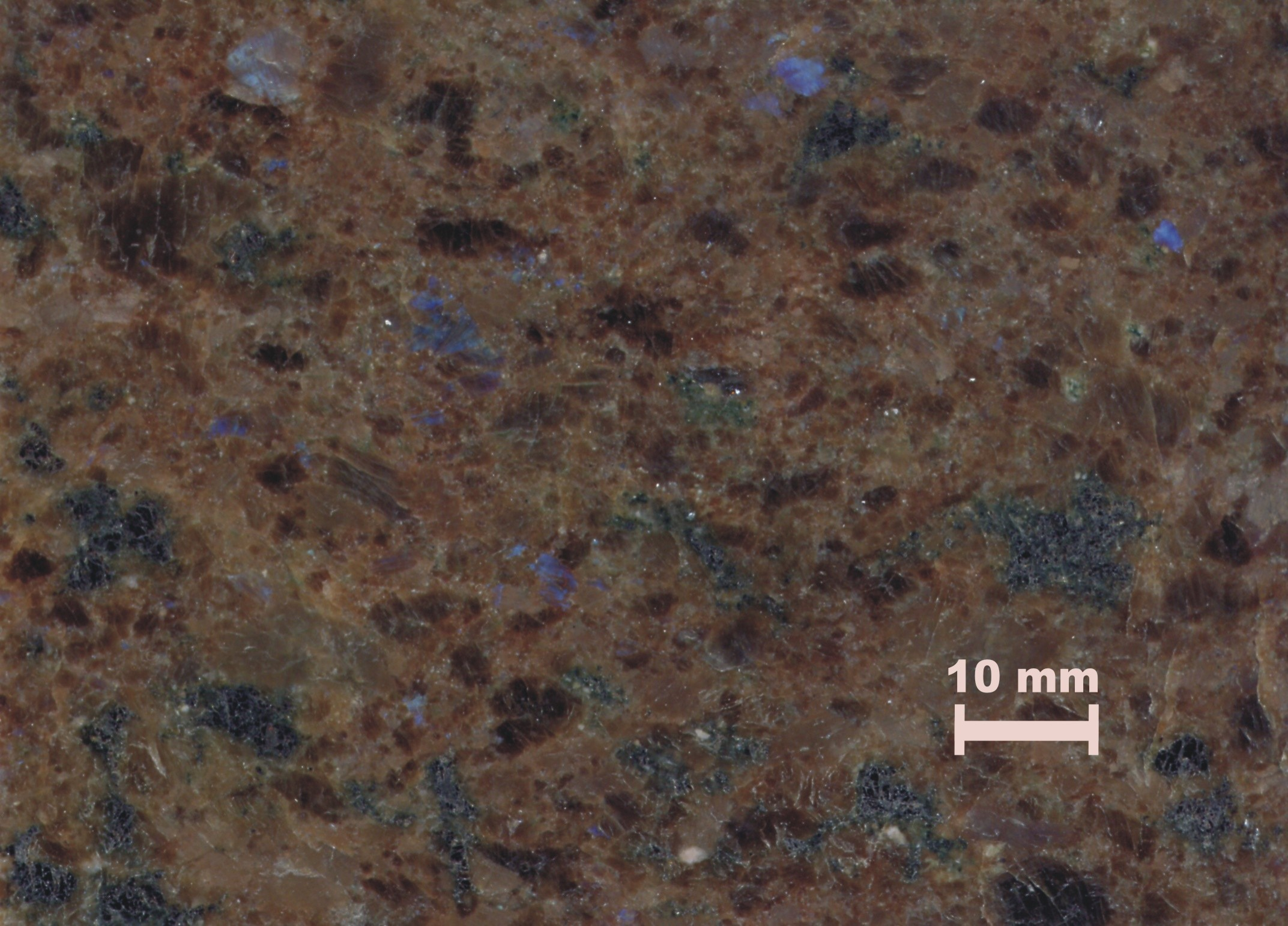
Anorthosite brune de Sirevåg, Norvège

Ne doit pas être confondu avec Anorthite ou Anorthose.
Vous pouvez aider à l'améliorer ou bien discuter des problèmes sur sa page de discussion.
- Certaines informations devraient être mieux reliées aux sources mentionnées dans la bibliographie ou les liens externes. Améliorez sa vérifiabilité en les associant par des références. (Marqué depuis mars 2023)
- Il a une forme trop académique, ce qui le fait ressembler trop à un cours ; une réécriture est nécessaire afin de satisfaire les standards de Wikipédia. (Marqué depuis mars 2023)

L'anorthosite est une roche plutonique de structure phanéritique, composée principalement de feldspath plagioclase (90-100 %) et de 0 à 10 % de composants mafiques tels que le pyroxène, l'ilménite, la magnétite et l'olivine.
Sur Terre, les anorthosites, relativement rares, sont généralement des roches intrusives. On en distingue deux types : les anorthosites protérozoïques (ou anorthosites de massif) et les anorthosites archéennes. Elles apparaissent dans des contextes différents, apparemment liés à des périodes précises de l'histoire de la Terre, et semblent avoir des origines distinctes.
Les anorthosites lunaires, à l'affleurement dans les parties les plus claires de la surface lunaire (« terres »), sont probablement le résultat, par flottaison, de la cristallisation fractionnée d'un ancien océan magmatique.

## Anorthosite protérozoïques

### Datation
Bien que quelques ensembles d'anorthosite se soient formés soit à la fin de l'Archéen, soit au Phanérozoïque, une grande quantité d'anorthosites datent de l'éon Protérozoïque (entre 2500 et 538,8 Ma).

### Composants
Les intrusions de plutons d'anorthosite possèdent des tailles très variées. Les plus réduits, dont on trouve un grand nombre d'exemples aux États-Unis, ne font pas plus de quelques douzaines de kilomètres carrés.  D'autres, comme l'anorthosite du mont Lister, au nord du Labrador (Canada), font plusieurs milliers de kilomètres carrés.
Beaucoup d'anorthosites protérozoïques sont associées à la présence d'autres types de roches qui leur sont contemporaines et sont très distinctives (on parle de « suite anorthosite » ou de « complexe anorthosite-mangerite-charnockite »). Ces roches sont entre autres la diorite riche en fer, le gabbro et la norite ; des roches leucocrates mafiques telles que la leucotroctolite et la leuconorite ; et des roches felsiques riches en fer dont la monzonite et le granite rapakivi. De grandes quantités de roches ultramafiques ne sont pas associées à la présence d'anorthosites protérozoïques.
Les formations d'anorthosite protérozoïque sont communément désignées sous le terme de « massif ». Mais on discute encore pour savoir quel terme serait le plus propre à décrire les formations d'anorthosite combinée aux roches mentionnées ci-dessus. Les articles les plus anciens utilisent le terme de « complexe ». L'expression « suite plutonique » a servi à décrire la présence de grosses concentrations d'anorthosite dans le nord du Labrador. En 2004-2005, on a proposé le terme de batholite comme étant le plus approprié.
Les batholites d'anorthosite peuvent occuper des aires qui varient entre quelques douzaines de kilomètres carrés à plus de 20 000 km2 dans le cas de la suite plutonique de Nain dans le nord du Labrador.
Les exemples les plus remarquables se trouvent dans le sud est des États-Unis (Appalaches), à l'est du Canada, au sud de la Scandinavie et en Europe de l'Est.  Quand on reporte les occurrences précitées sur une carte paléogéographique en simulant la configuration géologique du Protérozoïque, on observe que ces batholites se retrouvent alignés à la suite les uns des autres, ce qui laisse supposer qu'ils se sont peut-être formés dans le même craton.  On ne sait cependant pas grand chose des conditions ni des contraintes qui présidé à leur formation (voir la section origines ci-dessous).

### Caractéristiques physiques
Comme elle se compose majoritairement de feldspath plagioclase, la plupart des affleurements d'anorthosite ont une teinte grise ou bleutée. Les cristaux de plagioclase peuvent être noirs, blanc, bleus ou gris, et présentent parfois une belle adularescence, connue sous le nom de labradorescence. On appelle d'ailleurs ce type d'anorthosite de la labradorite. Le minerai mafique contenu dans l'anorthosite peut être du clinopyroxène, de l'orthopyroxène, de l'olivine, ou, plus rarement, de l'amphibole. On y trouve aussi communément des oxydes tels que la magnétite ou l'ilménite.
Les plutons d'anorthosites sont des roches phanéritiques avec une structure grenue assez grossière, c'est-à-dire qu'ils contiennent des cristaux de plagioclase et des minéraux mafiques de plusieurs centimètres de long. On trouve plus rarement des mégacristaux de plagioclase de plus d'un mètre de long. Cependant, la plupart des anorthosites protérozoïques ont été soumises à un métamorphisme de contact au cours duquel les cristaux géants se sont recristallisés pour donner des cristaux plus petits, ne laissant que la trace du méga-cristal originel.
Si la plupart des plutons d'anorthosite protérozoïque semblent ne pas présenter de traces importantes de structures ignées (on n'observe plus que des traces de métamorphisme qui signalent leur ancienne présence), certains en revanche possèdent une couche ignée qui se distingue par la taille de ses cristaux, son contenu mafique ou ses caractéristiques chimiques. Ce type de couche est due au comportement rhéologique du magma.

### Caractéristiques chimiques et isotopiques
Les éléments de feldspath plagioclase des anorthosites protérozoïques se situent généralement entre An40 et An60. Cette fourchette est de caractère intermédiaire et constitue l'une des caractéristiques permettant de distinguer les anorthosites protérozoïques des anorthosites archéennes. Les minéraux mafiques de l'anorthosite protérozoïque varient beaucoup en termes de composition, mais sont généralement peu riches en magnésium.
La chimie des oligo-éléments contenus dans les anorthosites protérozoïques et les autres types de roche qui leur sont associées ont fait l'objet d'études détaillées de la part de chercheurs dont l'objectif était de formuler une théorie plausible de leur genèse. Cependant il n'existe pas encore de consensus sur l'interprétation des résultats et donc sur la genèse des anorthosites (Voir la section origines ci-dessous). On trouvera dans la courte liste ci-dessous les références aux résultats de ces travaux, y compris les résultats concernant les roches supposées apparentées à l'anorthosite protérozoïque : Bédard (2001) ; Emslie et al. (1994) ; Xue et Morse (1994); Emslie et Stirling (1993); Xue et Morse (1993).
Certains travaux ont tenté d'établir l'identité des anorthosites à partir des isotopes du néodyme (Nd) et du strontium (Sr), en étudiant plus particulièrement les anorthosites de la suite plutonique de Nain (NPS). Cette discrimination isotopique sert à évaluer la validité des sources potentielles des magmas qui ont donné naissance aux anorthosites. On trouvera certains résultats détaillés dans la section origines.

### Origine
L'origine des anorthosites protérozoïques fait l'objet d'un débat théorique qui dure depuis plusieurs décennies. La première question qui se pose est celle de la génération du magma, précurseur indispensable de toute roche ignée.
Le magma engendré par la fusion de petites quantités du manteau est généralement composé de basalte. Dans les conditions normales de température et de pression, la composition du magma fait qu'il se cristallise à partir d'une teneur de 50 à 70 % en plagioclase, le reste de la roche donnant majoritairement des cristaux de minéraux mafiques. Mais les anorthosites ont une forte teneur en plagioclase, de l'ordre de 90 à 100 %, et on ne les trouve jamais associées aux roches ultramafiques qui leur sont contemporaines, d'où le « problème de l'anorthosite ». Diverses solutions ont été proposées pour résoudre ce problème, dont la plupart s'appuient sur diverses disciplines  subordonnées à la géologie.
Une hypothèse qui date des débuts de la controverse suggère l'existence d'un magma de type particulier, le magma anorthositique, qui se serait formé en profondeur et plus tard solidifié dans la croûte terrestre. Mais le solidus d'un magma anorthosique est trop élevé pour qu'il reste liquide très longtemps dans les conditions de température normale de la croûte terrestre, ce qui en fait une hypothèse peu probable. On a pu alors montrer que la présence de vapeur d'eau pouvait abaisser le solidus d'une magma anorthosique pour atteindre des valeurs plus raisonnables. Mais comme la plupart des anorthosites sont relativement pauvres en eau, on a supposé que la vapeur d'eau pouvait avoir été chassée par un métamorphisme plus tardif de l'anorthosite. Cependant il existe des anorthosites qui n'ont subi aucune déformation, ce qui rend cette hypothèse caduque.
La découverte, à la fin des années 1970, des dykes anorthosiques dans la suite plutonique de Nain ont laissé penser qu'il fallait peut-être de nouveau envisager la possibilité que les magmas anorthosiques survivent aux conditions de température régnant dans la croûte terrestre. Mais il s'est avéré que ces dykes étaient de nature plus complexe qu'il n'y avait paru au départ. En résumé, même si les processus caractéristiques de l'état liquide ont clairement été à l'œuvre dans certains plutons d'anorthosite, il est peu probable que ceux-ci proviennent de magmas anorthosiques.
Un grand nombre de chercheurs défendent l'idée selon laquelle les anorthosites seraient le produit d'un magma basaltique et que l'absence de minéraux mafiques serait due à un processus d'élimination mécanique. Puisque l'on ne trouve pas de minéraux mafiques associés aux anorthosites, c'est qu'ils ont dû se déposer soit à une plus grande profondeur, soit à la base de la croûte terrestre. La théorie la plus courante est la suivante : la fusion partielle du manteau produirait du magma basaltique qui, au lieu de s'élever immédiatement dans la croûte terrestre, irait former une vaste chambre magmatique au pied de cette croûte, provoquant la cristallisation fractionnée d'une grosse quantité de minéraux mafiques qui se déposeraient sur le lit de la chambre magmatique. Les cristaux de plagioclase qui se forment simultanément resteraient à la surface et seraient par la suite introduits dans la croûte terrestre sous forme de plutons d'anorthosite.  La plupart des minéraux mafiques qui se déposent formeraient des cumulats ultramafiques qui restent au pied de la croûte.
Cette théorie possède plus d'un avantage, notamment celui d'expliquer la composition chimique des méga-cristaux d'orthopyroxène riches en aluminium (en anglais : high aluminium orthopyroxene megacrysts, abrégé en HAOM). On trouvera de plus amples détails sur ce point dans la partie qui leur est consacrée. Il n'en demeure pas moins qu'à elle seule cette théorie ne suffit pas pour expliquer de façon cohérente l'origine des anorthosites, et ce parce que, entre autres, elle contredit certaines mesures isotopiques importantes effectuées sur des échantillons d'anorthosite provenant de la Suite Plutonique de Nain.  Les informations provenant des isotopes de Nd et Sr montrent que le magma qui a produit les anorthosites ne peut provenir seulement du manteau, mais qu'il provient au contraire en grande partie de la croûte terrestre. Cette découverte a obligé les chercheurs à élaborer une hypothèse plus complexe que la précédente : une grosse quantité de magma basaltique formerait une chambre magmatique au pied de la croûte, intégrant de grosses quantités de cette croûte pendant le processus de cristallisation (Emslie).
Ce petit addendum avait pour but d'expliquer à la fois les caractéristiques isotopiques et certaines autres subtilités chimiques de l'anorthosite protérozoïque. Cependant, un spécialiste au moins a fourni des arguments convaincants sur la base des résultats d'analyse géochimiques, indiquant que le rôle du manteau dans la production d'anorthosites devait être en fait très limité. Le manteau ne fournirait que la chaleur de départ nécessaire à la fusion de la croûte, et une petite quantité des matériaux de fusion sous la forme de magma basaltique. Dans cette hypothèse, les anorthosites seraient uniquement dues à la fusion de roches situées dans la partie inférieure de la croûte terrestre (Bédard, 2001).

### Méga-cristaux d'orthopyroxène riches en aluminium (HAOM)
Parce que l'aluminium contenu dans l'orthopyroxène est plus facilement soluble lorsque la pression devient plus élevée, un grand nombre de spécialistes (Longhi ; Emslie) font l'hypothèse que les méga cristaux de pyroxène riches en aluminium (High Aluminium Orthopyroxene Megacrysts = HAOM en anglais) se sont cristallisés à une grande profondeur, au pied de la croûte terrestre. Les quantités maximales d'aluminium correspondent à une profondeur de 30 à 35 km.
D'autres chercheurs (Cf. Xue et Morse), pensent plutôt que leur composition est due à une cristallisation accélérée dans des conditions de pression moyenne ou basse.

## Anorthosites archéennes
De plus petites quantités d'anorthosite se sont formées et mises en place pendant l'ère archéenne (environ 3 800–2 400 Ma), mais la plupart des anorthosites archéennes étudiées datent de 3200 à 2800 Ma. Elles se distinguent des anorthosites protérozoïques par leur texture et leur composition minéralogique. Leur trait le plus caractéristique est la présence de méga cristaux de plagioclase à l'intérieur d'une roche mafique granuleuse plus fine.

## Intérêt économique de l'anorthosite
L'intérêt économique majeur des gisements d'anorthosite réside dans la présence de l'ilménite qui contient du titane. Certains gisements contiennent aussi de grosses quantités de labradorite, très recherchée à la fois comme pierre semi-précieuse et comme matériau de construction. Les anorthosites archéennes, riches en calcium, contiennent d'importantes quantités d'alumine qui peut se substituer au silicium. Certains gisements sont exploités pour leur minerai d'aluminium. 
L'anorthosite figure en bonne place parmi les échantillons de roches rapportées de la Lune et joue un rôle important dans l'étude de la planète Mars, de Vénus et des météorites.